# Knowle (Bristol)
Knowle is een wijk in Bristol, een stad in het Engelse graafschap Bristol. In 2001 telde de wijk 10881 inwoners.